# The Bad Girl's Guide
The Bad Girl's Guide er en amerikansk tv-serie med Jenny McCarthy, Marcelle Larice, Christina Moore, Stephanie Childers og Johnathan McClain. 
Serien kørte på UPN fra 25. maj 2005 til 5. juli 2005.